# كاتسوهيرو هامادا
كاتسوهيرو هامادا (باليابانية: 濱田 克大) (مواليد 7 أكتوبر 1991)، هو لاعب كرة قدم ياباني سابق كان يلعب كمدافع.

## وصلات خارجية
- كاتسوهيرو هامادا على موقع رابطة كرة القدم اليابانية للمحترفين (اليابانية)